# Holger Badstuber
Holger Felix Badstuber (Memmingen, Alemania, 13 de marzo de 1989) es un exfutbolista alemán que jugaba de defensa. Su último equipo fue el F. C. Lucerna.

## Selección nacional
Hizo su debut con la selección de fútbol de Alemania el 29 de mayo de 2010 en un partido amistoso contra Hungría en Budapest. Fue seleccionado para participar en la Copa Mundial de Fútbol 2010 en Sudáfrica, donde jugó en dos partidos. Su primer gol con la selección nacional lo consiguió el 7 de septiembre de 2010 contra Azerbaiyán. También ha participado en la Eurocopa 2012, donde su selección llegó hasta las semifinales.

### Participaciones en Copas del Mundo
| Mundial                        | Sede      | Resultado    |
| ------------------------------ | --------- | ------------ |
| Copa Mundial de Fútbol de 2010 | Sudáfrica | Tercer lugar |

### Participaciones en Eurocopas
| Copa                    | Sede              | Resultado   |
| ----------------------- | ----------------- | ----------- |
| Eurocopa Sub-21 de 2009 | Suecia            | Campeón     |
| Eurocopa 2012           | Polonia y Ucrania | Semifinales |

## Clubes
| Club                      | País     | Año       |
| ------------------------- | -------- | --------- |
| Bayern de Múnich II       | Alemania | 2007-2009 |
| Bayern de Múnich          | Alemania | 2009-2017 |
| F. C. Schalke 04 (cesión) | Alemania | 2017      |
| VfB Stuttgart             | Alemania | 2017-2020 |
| VfB Stuttgart II          | Alemania | 2020-2021 |
| F. C. Lucerna             | Suiza    | 2021      |

## Palmarés

### Títulos nacionales
| Título                | Club             | País     | Año  |
| --------------------- | ---------------- | -------- | ---- |
| Bundesliga            | Bayern de Múnich | Alemania | 2010 |
| Copa de Alemania      | Bayern de Múnich | Alemania | 2010 |
| Supercopa de Alemania | Bayern de Múnich | Alemania | 2010 |
| Supercopa de Alemania | Bayern de Múnich | Alemania | 2012 |
| Bundesliga            | Bayern de Múnich | Alemania | 2013 |
| Copa de Alemania      | Bayern de Múnich | Alemania | 2013 |
| Bundesliga            | Bayern de Múnich | Alemania | 2014 |
| Copa de Alemania      | Bayern de Múnich | Alemania | 2014 |
| Bundesliga            | Bayern de Múnich | Alemania | 2015 |
| Bundesliga            | Bayern de Múnich | Alemania | 2016 |
| Copa de Alemania      | Bayern de Múnich | Alemania | 2016 |
| Supercopa de Alemania | Bayern de Múnich | Alemania | 2016 |

### Títulos internacionales
| Título                       | Club             | Sede      | Año  |
| ---------------------------- | ---------------- | --------- | ---- |
| Liga de Campeones de la UEFA | Bayern de Múnich | Londres   | 2013 |
| Supercopa de Europa          | Bayern de Múnich | Praga     | 2013 |
| Copa Mundial de Clubes       | Bayern de Múnich | Marruecos | 2013 |